# Kendall Ellis
Kendall Ellis (Pembroke Pines, 8 marzo 1996) è una velocista statunitense, vincitrice della medaglia d'oro nella staffetta 4×400 metri ai Giochi olimpici di Tokyo 2020 nonché ai Mondiali di Londra 2017 e Doha 2019.

## Palmarès
| Anno | Manifestazione  | Sede   | Evento        | Risultato  | Prestazione | Note                                     |
| ---- | --------------- | ------ | ------------- | ---------- | ----------- | ---------------------------------------- |
| 2017 | Mondiali        | Londra | 400 m piani   | Batteria   | 52"18       |                                          |
| 2017 | Mondiali        | Londra | 4×400 m       | Oro        | 3'19"02     | [ 2 ]                                    |
| 2019 | Mondiali        | Doha   | 400 m piani   | Semifinale | 51"58       |                                          |
| 2019 | Mondiali        | Doha   | 4×400 m       | Oro        | 3'18"92     | [ 2 ]                                    |
| 2021 | Giochi olimpici | Tokyo  | 4×400 m       | Oro        | 3'16"85     | [ 2 ]                                    |
| 2021 | Giochi olimpici | Tokyo  | 4×400 m mista | Bronzo     | 3'10"22     | Miglior prestazione personale stagionale |
| 2022 | Mondiali        | Eugene | 400 m piani   | Batteria   | 52"55       |                                          |
| 2024 | World Relays    | Nassau | 4x400 m mista | Oro        | 3'10"73     | Record dei campionati                    |
| 2024 | Giochi olimpici | Parigi | 400 m piani   | Semifinale | 50"40       |                                          |